# آئرو کاماندر ۱۰۰
آئرو کاماندر ۱۰۰ (به انگلیسی: Aero_Commander_100) یک هواگرد ملخ‌پیشین تک‌موتوره از نوع هواپیمای سبک ساخت شرکت Volaircraft/Aero Commander است. هواگرد آئرو کاماندر ۱۰۰ نخستین پروازش را در ۱۹۶۰ میلادی انجام داد.